# Merg (plant)

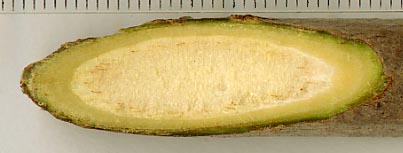
Merg in een vliertak

Het merg of medulla is het zachte, meestal wit of lichtgeel gekleurde, parenchymatische weefsel gelegen binnen en tussen de vaatbundels van stengels, twijgen en wortels. Bij het ouder worden verkleurt het merg vaak bruin en sterft af. Het merg wordt aan de buitenkant gedeeltelijk omgeven door het xyleem, later vormt het xyleem bij tweezaadlobbigen een ring en wordt het merg geheel door deze ring omgeven. 
Het merg tussen de vaatbundels zijn de mergverbindingen. Het merg kan ook in mergstralen voorkomen, zoals bij bomen en struiken. Zo heeft de zwarte populier vijfstralig merg. Ook kan oud merg de vorm hebben van een ladder, zoals bij de walnoot of kan het merg verdwijnen, zoals bij de forsythia. De vorm, kleur en dikte van het merg zijn belangrijke winterkenmerken voor het determineren van een boomsoort in de winter.

Dwarsdoorsnede van een vlasstengel. 1=merg; 2=primairxyleem; 3=xyleem; 4=floëem; 5=sclerenchym (de vezel); 6=primaire schors (cortex); 7=epidermis
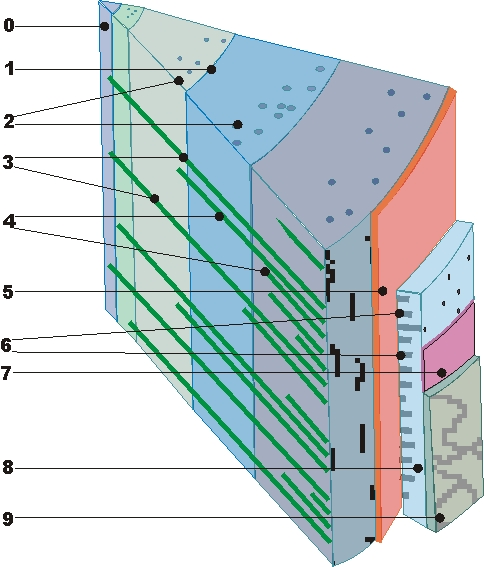
Tangentiale doorsnede van een 4-jarige stam:0 = merg; 1 = grens jaarring; 2 = harskanalen; 3 = primaire mergstralen; 4 = secundaire mergstralen; 5 = cambium; 6 = mergstralen in de bast; 7 = kurkcambium; 8 = bast; 9 = schors

## Functie
Levende merg zorgt voor opslag en transport van voedingsstoffen. Bij kruidachtige planten kan het merg al afsterven voordat de plant volgroeid is. 
Tussen de cellen bevinden zich aaneensluitende ruimten, waardoor mergweefsel ook gassen kan transporteren. Merg is voor het gastransport van grote betekenis voor waterplanten en helofyten.

## Gebruik
Het merg van de sagopalm wordt voor menselijke consumptie gebruikt. 
Het merg van Aeschynomene aspera wordt gebruikt voor het maken van tropenhelmen.
Vlierpit is het (afgestorven) merg van vlier. Vlierpit, die vrij dik is, werd veel als hulpmiddel gebruikt voor het (leren) snijden van coupes (dunne plakjes) van plantmateriaal, zoals dwarsdoorsneden van een blad of stengel, ter bestudering onder een microscoop.

## Schematische lengtedoorsnede primaire wortel

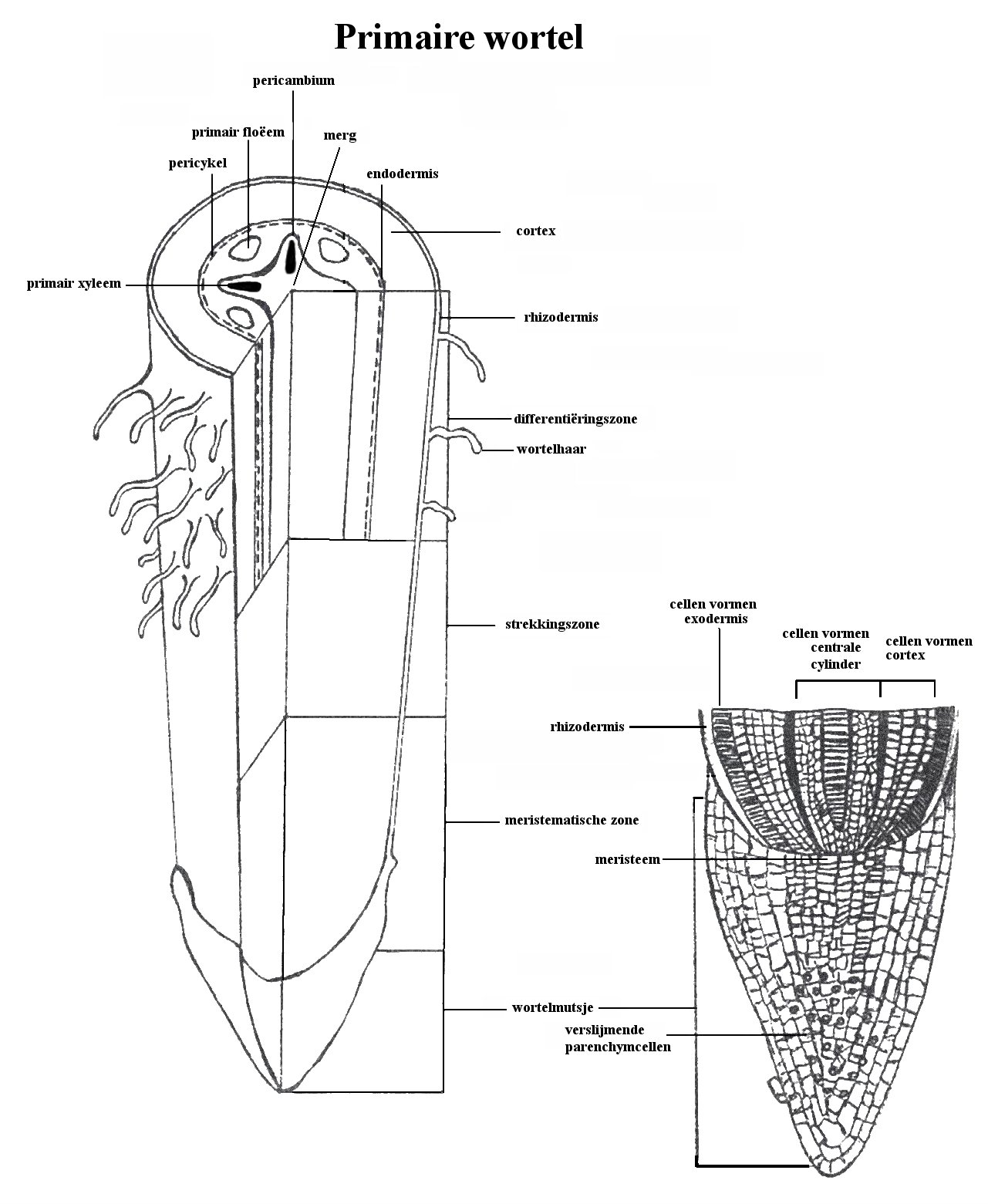
Schematische lengtedoorsnede primaire wortel

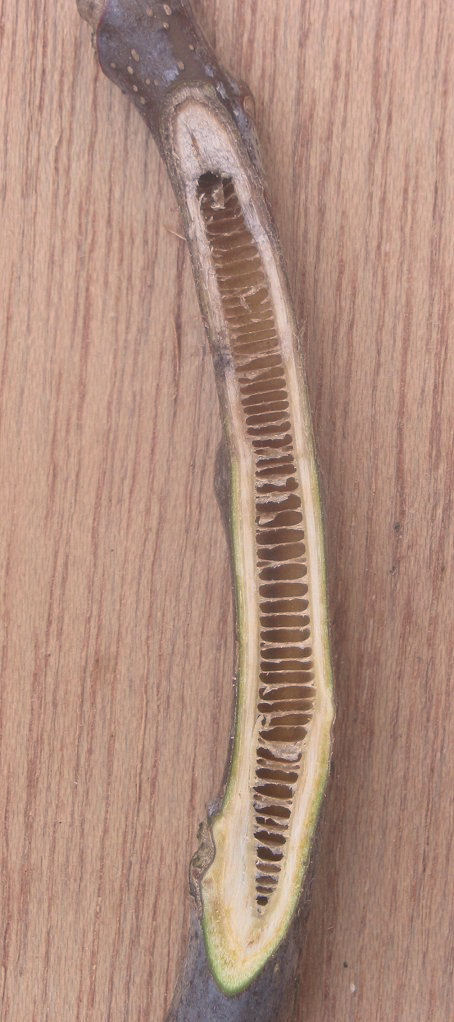
laddermerg bij 2-jarige twijg van de walnoot
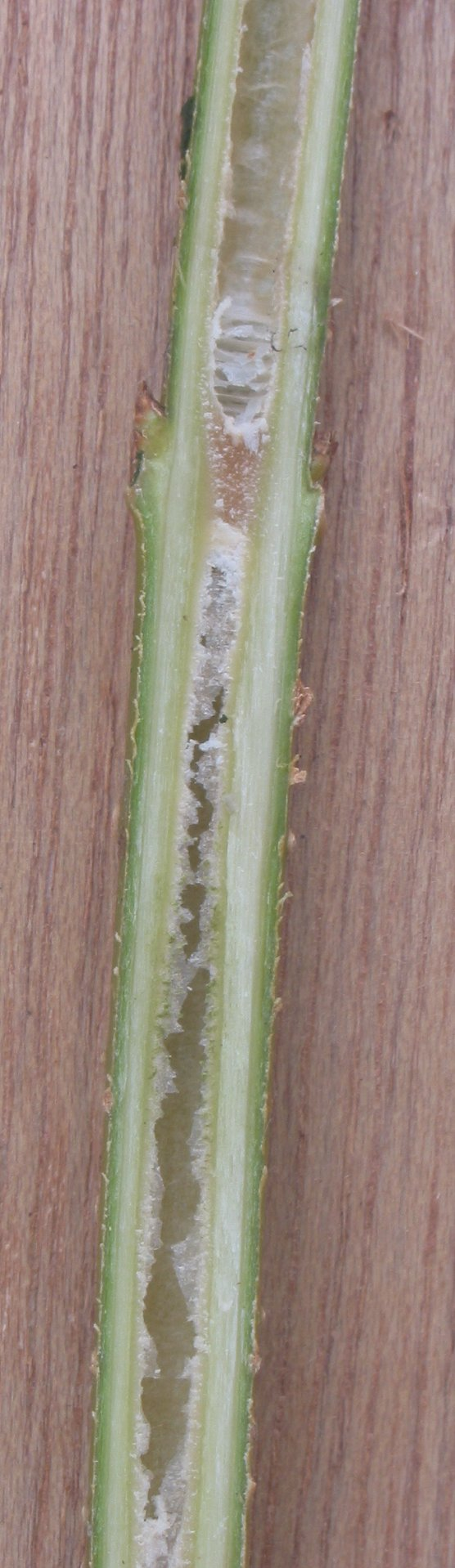
twijg van de forsythia